# Bâtiment de l'Assemblée nationale (Koweït)
Pour les articles homonymes, voir Bâtiment de l'Assemblée nationale.
Le bâtiment de l'Assemblée nationale est un édifice législatif abritant l'Assemblée nationale du Koweït. Il est situé à Koweït, la capitale homonyme du pays.
Conçu par l'architecte danois Jørn Utzon en 1972, il est achevé en 1982 sous la direction de son fils Jan. La structure est conçue par Max Walt. Le bâtiment est gravement endommagé en février 1991 avec sa mise à feu par les troupes irakiennes lors de leur retraite du pays, mais il est depuis complément restauré.

## Historique
À la fin de 1969, dans le cadre d'un plan de construction de nouvelles institutions à la suite de l'indépendance du Koweït, les autorités du nouveau pays invitent Jørn Utzon à participer à un concours pour un bâtiment de l'Assemblée nationale qui sera situé sur la rue du golfe Persique, sur le front de mer de la ville de Koweït. Utzon — à l'époque vivant à Hawaï — prépare des croquis préliminaires qu'il envoie à son assistant Oktay Nayman à Londres, qui réalise des dessins de construction, et à son fils Jan au Danemark qui a produit quant à lui les modèles du projet,.
Familier avec l'architecture islamique, Utzon centre son projet pour le concours sur une ville miniature fortifiée composée de bâtiments disposés autour de cours et accessibles par un hall central, à l'instar d'un souk. Il le donne selon ses propres mots : « Nous avons eu l'idée de construire le bâtiment autour d'un hall central, une rue du bazar, de telle manière que tous les bâtiments se rejoignent dans des rues secondaires à l'écart de la route du bazar, tout comme nous le connaissons dans les bazars du Moyen-Orient et d'Afrique du Nord... ». Le hall mène à une entrée cérémonielle à côté d'une place couverte face à la mer. Le complexe se compose d'un hémicycle parlementaire, d'une grande salle de conférence, chacune avec des toits affaissés, et d'une mosquée indépendante au toit plat. Tous ensemble, avec la place couverte, ils forment les coins d'un rectangle incomplet. Cependant après des discussions avec les autorités koweïtiennes, les coûts ont dû être réduits à un point tel qu'Utzon se rend compte qu'il ne lui est plus possible de faire appel à un ingénieur danois. Il se tourne alors vers Max Walt de Zurich qui accepte malgré une rémunération plus modeste, tant pour ses services en tant qu'ingénieur structurel pour le projet que comme dessinateur pour les dessins de construction,.
Utzon travaille sur le projet pendant près de trois ans avant de décider — à un stade avancé de la planification — que les éléments structurels doivent être ronds plutôt que rectilignes. Il démontre immédiatement sa nouvelle approche en alignant des bouteilles de bière. Les nouvelles colonnes étaient des cylindres effilés créant des colonnades rappelant la Grèce ou l'Égypte antique. Des voûtes cylindriques doivent également être utilisées pour le plafond du hall central, donnant au bâtiment l'apparence d'un tissu fluide.
Après diverses autres retards, l'émir du Koweït donne finalement le feu vert pour le début de la construction, en 1975. Utzon déménage à Zurich avec ses assistants Oktay Nayman, Børge Nielsen et son fils Jan et installe son bureau à côté de Max Walt, facilitant ainsi les communications. En adoptant une approche additive, il a pu standardiser l'approche de conception car les dessins pouvaient être basés sur des grilles répétitives. Cependant, d'autres modifications à la conception globale du bâtiment sont encore à venir. Il est décrété que la salle de conférence doit maintenant être éliminée et que la mosquée doit être amenée à l'intérieur du complexe. Il est même suggéré que la place couverte soit enlevée, mais Utzon réussi à la conserver, expliquant qu'il s'agit « d'un lien architectural nécessaire entre le grand espace naturel ouvert au-dessus de la mer et le bâtiment fermé ».
Les travaux de construction débutent finalement en juillet 1978. Il est décidé d'utiliser au maximum les composants en béton préfabriqué, ce qui facilite une meilleure utilisation des ressources locales. À l'exception des éléments des deux toits à grande portée, qui sont coulés sur place et installés sur ce que l'on appelle les « voies ferrées », tous les composants sont en effet préfabriqués dans des dimensions standard. Le bâtiment est achevé en 1982.

## Architecture

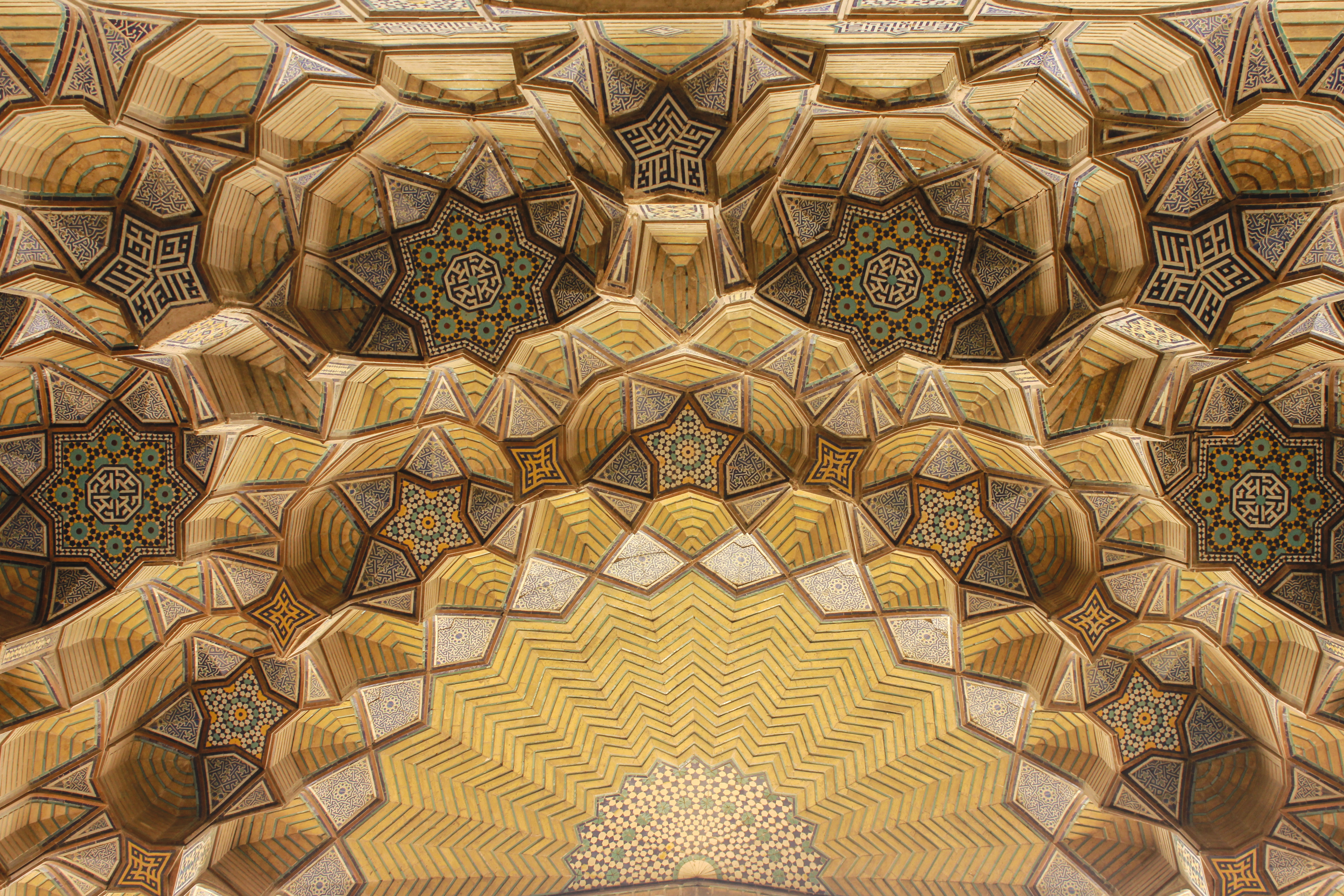
Le Grand bazar à Ispahan, Iran.

La conception islamique de l'Assemblée nationale du Koweït est inspirée par la visite de Jørn Utzon en Iran en 1959. À Ispahan, il est particulièrement impressionné par la structure de la ville. Ses plans pour l'Assemblée avec son axe central sous la forme d'une rue principale couverte rappellent l'énorme bazar couvert de dôme d'Ispahan,. Comme l'architecture islamique traditionnelle, l'intérieur d'Utzon, y compris la salle des séances parlementaires, n'a pas de fenêtres tandis que les bureaux ne sont éclairés que depuis les cours. La lumière est indirectement apportée aux couloirs, à la bibliothèque et à la cafétéria grâce à des lucarnes en forme de voûtes en demi-berceau visibles sur le toit plat. Le complexe s'inspire également de la structure expansive d'un arbre : la passerelle centrale, longue de 130 m et large de 10 m, sert de tronc avec les couloirs et les escaliers — les branches — soutiennent les salles ministérielles et les bureaux qui forment le feuillage,.

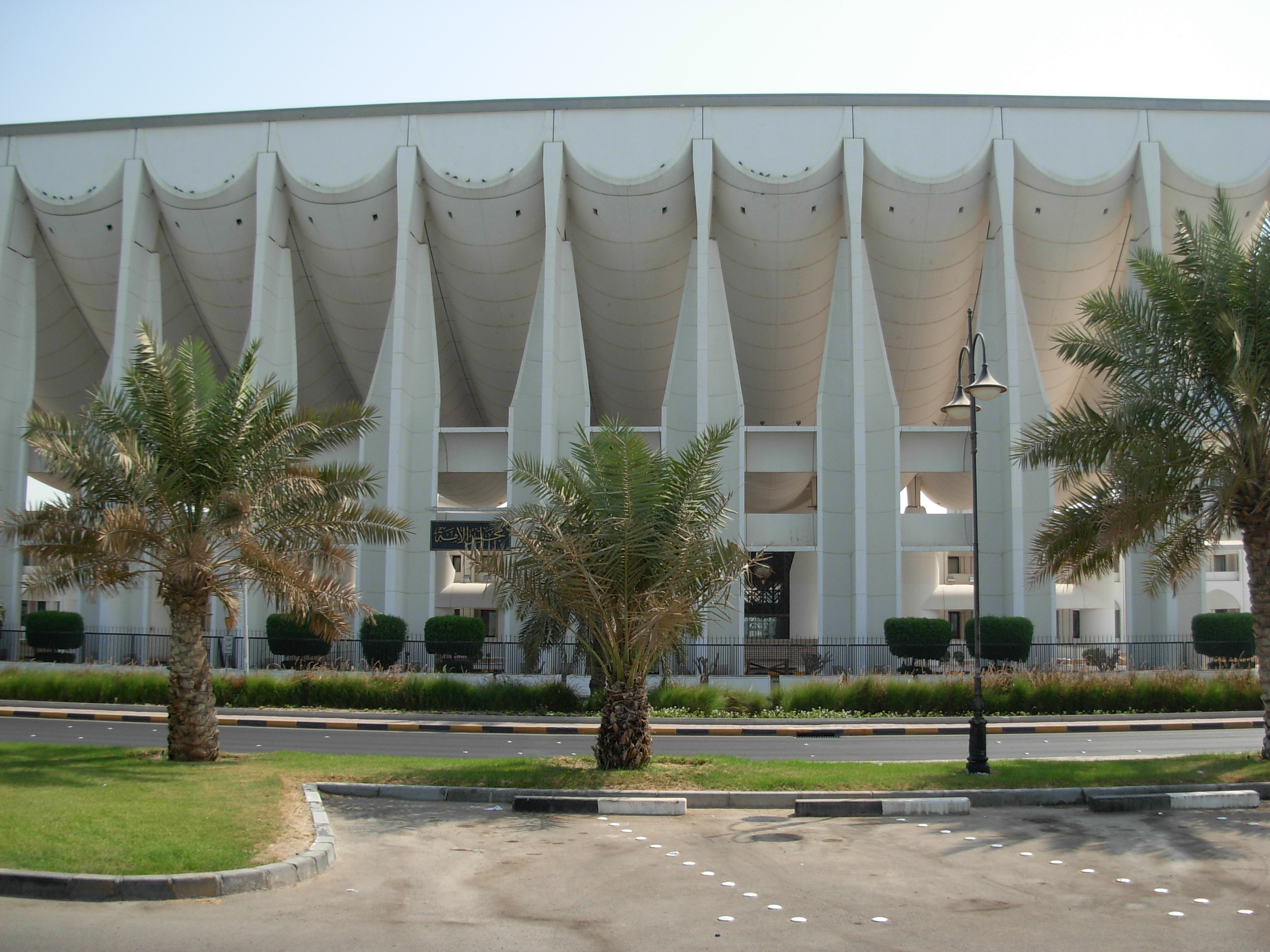
Toit couvrant la place du bâtiment.

La superficie totale du complexe est de 18 000 mètres carrés (150 m sur 120 m). La structure principale se compose d'un sous-sol abritant les services et de deux niveaux supérieurs avec des bureaux, une réception, des salles de réunion, une bibliothèque et une cafétéria. Au centre se trouve la vaste salle des séances de l'Assemblée nationale, sur 82 m sur 34 m, avec 50 sièges pour ses membres et la possibilité d'un élargissement à 150 sièges. Les niveaux supérieurs offrent 1 000 places pour les observateurs et les spectateurs. La place publique, de structure similaire à la salle de l'Assemblée, possède un énorme toit couvrant l'entrée du complexe.
Couvrant une superficie d'environ 40 mètres sur 80 mètres, la place publique est couvert par un toit incliné qui s'élève vers le golfe Persique. Il est soutenu par deux rangées de colonnes avec des coquilles semi-cylindriques. Contrairement aux constructions traditionnelles, il se compose de 11 semi-cylindres inclinés, de 7,5 mètres de large, post-tensionné avec des câbles en acier. Les colonnes affichent une approche innovante de l'utilisation économique du béton, gagnant en force et en attrait visuel, à partir de leur mise en forme créative.
Les immenses auvents en béton armé contrastent de manière frappante avec les structures modulaires de la cour recouverte de toits plats. La première canopée à l'intérieur de l'enceinte est orientée au nord-est tandis que la seconde, un peu plus allongée, se trouve juste à l'extérieur, orientée au nord-ouest vers la mer. Les deux sont soutenus par des colonnes en béton préfabriquées effilées vers le haut. Un troisième auvent ondulé en continu recouvre le hall central est-ouest menant de l'entrée principale à la place ouverte face à l'océan. Ici, les politiciens pouvaient s'adresser à la population comme des chefs de tribu debout sous une tente. Utzon explique que le positionnement a des connotations naturelles encore plus fortes : « ...La salle semble naître de la rencontre entre l'océan et le bâtiment de la même manière naturelle que le surf naît de la rencontre de l'océan et de la plage… ».
À quelques exceptions près, le bâtiment est constitué d'éléments en béton préfabriqué. Les éléments de la colonne semi-cylindrique le long du hall central sont préfabriqués en deux moitiés, coupés obliquement en haut. Le hall d'accueil et l'immeuble de bureaux sont également soutenus par une série de colonnes semi-cylindriques. Au total, il y avait environ 70 types d'éléments, y compris ceux pour la mosquée qui sont finalement éliminés du projet.
Dans son livre consacré à Utzon, Richard Weston considère que, malgré les problèmes de conception et d'achèvement auxquels il a été confronté : « le bâtiment de l'Assemblée nationale du Koweït reste l'une des rares réalisations architecturalement convaincantes d'un architecte occidental au Moyen-Orient... Il reste une réalisation frappante, invitant à la comparaison avec les aventures tout aussi tendues de Le Corbusier et Louis Kahn dans le sous-continent indien ».

## Incendie
En août 1990, l'Irak voisin envahi le Koweït. Le président irakien Saddam Hussein fait du Koweït la dix-neuvième province d'Irak — connue sous le nom de gouvernorat du Koweït. En conséquence, Ali Hassan al-Majid devient gouverneur et reprend ce qui reste du gouvernement d'origine du pays.
En février 1991, pendant la guerre du Golfe, les troupes irakiennes mettent le feu au bâtiment lorsqu'elles se retirent face à l'alliance internationale attaquant Saddam Hussein. Le bâtiment est rapidement restauré pour un coût d'environ 70 millions de dollars. Un certain nombre de modifications sont imposées à la conception d'origine d'Utzon, notamment une interruption dans le hall central afin de fournir un espace d'exposition, un revêtement en pierre grise a été ajouté aux colonnes et la place couverte est compromise par des bordures, des maisons de garde et des plantes.